# Natação no Campeonato Mundial de Esportes Aquáticos de 2024 - 50 m livre masculino

A prova dos 50 metros livre masculino da natação no Campeonato Mundial de Esportes Aquáticos de 2024 foi realizada nos dias 16 e 17 de fevereiro de 2024 em Doha, no Catar.

## Formato da competição
A competição consiste em três rodadas: eliminatórias, semifinais e final. Os nadadores com os 16 melhores tempos nas baterias preliminares avançam as semifinais. Já os nadadores com os 8 melhores tempos nas semifinais avançam a final. Desempates (swim-offs) são utilizados conforme necessário para quebrar os empates de avanço a próxima rodada.

## Cronograma
Todos os horários estão na hora local (UTC+3).
| Data            | Hora  | Evento        |
| --------------- | ----- | ------------- |
| 16 de fevereiro | 10:08 | Eliminatórias |
| 16 de fevereiro | 19:40 | Semifinais    |
| 17 de fevereiro | 19:09 | Final         |

## Recordes
Antes desta competição, os recordes mundiais e do campeonato nesta prova eram os seguintes:
| Tipo                  | Atleta         | Tempo  | Local     | Data                   |
| --------------------- | -------------- | ------ | --------- | ---------------------- |
|                       | César Cielo    | 20s 91 | São Paulo | 18 de dezembro de 2009 |
| Recorde do campeonato | Caeleb Dressel | 21s 04 | Gwangju   | 27 de julho de 2019    |

## Medalhistas
| Ouro                       | Prata                      | Bronze                   |
| Vladyslav Bukhov · Ucrânia | Cameron McEvoy · Austrália | Ben Proud · Grã-Bretanha |

## Resultados

### Eliminatórias
Esses foram os resultados das eliminatórias. A prova foi realizada no dia 16 de fevereiro com início às 10:08. 
| Pos. | Bateria | Raia | Nadador                   | Nacionalidade                   | Tempo | Notas |
| ---- | ------- | ---- | ------------------------- | ------------------------------- | ----- | ----- |
| 1    | 12      | 4    | Cameron McEvoy            | Austrália                       | 21.13 | Q     |
| 2    | 10      | 5    | Vladyslav Bukhov          | Ucrânia                         | 21.56 | Q     |
| 3    | 11      | 6    | Kristian Gkolomeev        | Grécia                          | 21.70 | Q     |
| 4    | 10      | 4    | Michael Andrew            | Estados Unidos                  | 21.78 | Q     |
| 5    | 12      | 2    | Ian Yentou Ho             | Hong Kong                       | 21.83 | Q     |
| 6    | 11      | 1    | Lorenzo Zazzeri           | Itália                          | 21.85 | Q     |
| 7    | 12      | 5    | Isaac Cooper              | Austrália                       | 21.86 | Q     |
| 8    | 11      | 4    | Benjamin Proud            | Grã-Bretanha                    | 21.88 | Q     |
| 9    | 12      | 6    | Kenzo Simons              | Países Baixos                   | 21.89 | Q     |
| 10   | 12      | 3    | Yuchan Ji                 | Coreia do Sul                   | 21.93 | Q     |
| 11   | 10      | 2    | Dylan Carter              | Trinidad e Tobago               | 21.95 | Q     |
| 12   | 11      | 3    | Leonardo Deplano          | Itália                          | 21.98 | Q     |
| 13   | 11      | 9    | Bjoern Seeliger           | Suécia                          | 21.99 | Q     |
| 14   | 10      | 3    | Matt King                 | Estados Unidos                  | 22.03 | Q     |
| 15   | 9       | 1    | Andrej Barna              | Sérvia                          | 22.05 | Q     |
| 16   | 9       | 6    | Matej Duša                | Eslováquia                      | 22.12 | Q,    |
| 17   | 12      | 0    | Thom de Boer              | Países Baixos                   | 22.13 |       |
| 18   | 11      | 2    | Diogo Matos               | Portugal                        | 22.14 |       |
| 19   | 12      | 1    | Nicholas Lia              | Noruega                         | 22.19 |       |
| 20   | 9       | 4    | Pawel Juraszek            | Polónia                         | 22.20 |       |
| 20   | 10      | 8    | Nikola Miljenic           | Croácia                         | 22.20 |       |
| 22   | 10      | 7    | Mikel Schreuders          | Aruba                           | 22.22 |       |
| 22   | 11      | 8    | Shinri Shioura            | Japão                           | 22.22 |       |
| 24   | 10      | 1    | Thomas Fannon             | Irlanda                         | 22.23 |       |
| 24   | 10      | 6    | Stergios Marios Bilas     | Grécia                          | 22.23 |       |
| 26   | 11      | 7    | Miguel Nascimento         | Portugal                        | 22.25 |       |
| 27   | 11      | 0    | Alberto Mestre            | Venezuela                       | 22.26 |       |
| 28   | 12      | 7    | Jonathan Tan              | Singapura                       | 22.27 |       |
| 29   | 9       | 7    | Heiko Gigler              | Áustria                         | 22.28 |       |
| 30   | 11      | 5    | Szebasztian Szabo         | Hungria                         | 22.32 |       |
| 31   | 8       | 6    | Clayton Jimmie            | África do Sul                   | 22.33 |       |
| 32   | 9       | 5    | Lamar Taylor              | Bahamas                         | 22.41 |       |
| 33   | 9       | 2    | Kaloyan Bratanov          | Bulgária                        | 22.48 |       |
| 33   | 12      | 8    | Andrii Govorov            | Ucrânia                         | 22.48 |       |
| 35   | 10      | 9    | Remi Fabiani              | Luxemburgo                      | 22.55 |       |
| 36   | 9       | 9    | Oussama Sahnoune          | Argélia                         | 22.76 |       |
| 37   | 9       | 8    | Kalle Aleksanteri Makinen | Finlândia                       | 22.81 |       |
| 38   | 9       | 3    | Cameron Gray              | Nova Zelândia                   | 22.84 |       |
| 39   | 9       | 0    | Javier Nunez              | República Dominicana            | 22.95 |       |
| 40   | 8       | 3    | Samyar Abdoli             | Irão                            | 22.98 |       |
| 41   | 8       | 0    | Diego Aranda              | Uruguai                         | 23.06 |       |
| 42   | 10      | 0    | Emre Sakci                | Turquia                         | 23.11 |       |
| 43   | 8       | 4    | Adi Mesetovic             | Bósnia e Herzegovina            | 23.12 |       |
| 44   | 8       | 5    | Stephen Calkins           | Canadá                          | 23.15 |       |
| 45   | 8       | 8    | Hansel Mccaig             | Fiji                            | 23.30 |       |
| 46   | 7       | 0    | Grisi Koxhaku             | Albânia                         | 23.41 |       |
| 47   | 5       | 4    | Yousuf Almatrooshi        | Emirados Árabes Unidos          | 23.44 |       |
| 48   | 1       | 3    | Kyle Abeysinghe           | Sri Lanka                       | 23.45 |       |
| 48   | 7       | 5    | Emad Addin Zapen          | Jordânia                        | 23.45 |       |
| 50   | 7       | 6    | Bernat Lomero             | Andorra                         | 23.47 |       |
| 51   | 8       | 7    | Stefano Mitchell          | Antilhas Holandesas             | 23.48 |       |
| 52   | 8       | 1    | Jeancarlo Calderon        | Panamá                          | 23.52 |       |
| 53   | 7       | 3    | Tendo Mukalazi            | Uganda                          | 23.63 |       |
| 54   | 7       | 7    | Tristan Dorville          | Santa Lúcia                     | 23.70 |       |
| 55   | 8       | 2    | Alaa Maso                 | Ateta refugiado                 | 23.73 |       |
| 56   | 8       | 9    | Johann Stickland          | Samoa                           | 23.75 |       |
| 57   | 5       | 3    | Steven Aimable            | Senegal                         | 23.77 |       |
| 58   | 6       | 4    | Alexander Shah            | Nepal                           | 23.79 |       |
| 59   | 7       | 4    | Colins Obi Ebingha        | Nigéria                         | 23.80 |       |
| 60   | 6       | 3    | Jose Quintanilla          | Bolívia                         | 23.87 |       |
| 61   | 7       | 2    | Micah Masei               | Samoa Americana                 | 24.00 |       |
| 62   | 6       | 5    | Nixon Hernandez           | El Salvador                     | 24.01 |       |
| 63   | 7       | 1    | Musa Zhalayev             | Turquemenistão                  | 24.10 |       |
| 64   | 6       | 6    | Antoine De                | Camboja                         | 24.14 |       |
| 65   | 7       | 8    | Irvin Hoost               | Suriname                        | 24.23 |       |
| 66   | 6       | 9    | Mohamad Zubaid            | Kuwait                          | 24.25 |       |
| 67   | 5       | 5    | Adam Moncherry            | Seicheles                       | 24.27 |       |
| 67   | 7       | 9    | Sidrell Williams          | Jamaica                         | 24.27 |       |
| 69   | 6       | 10   | Belly-Cresus Ganira       | Burundi                         | 24.32 |       |
| 70   | 6       | 2    | Filipe Gomes              | Malawi                          | 24.34 |       |
| 71   | 6       | 1    | Ovesh Purahoo             | Ilhas Maurícias                 | 24.35 |       |
| 72   | 6       | 7    | Damien Shamambo           | Zâmbia                          | 24.50 |       |
| 73   | 6       | 8    | Issa Samir Hamed Al       | Omã                             | 24.60 |       |
| 74   | 5       | 6    | SMH Tariq                 | Paquistão                       | 24.62 |       |
| 75   | 5       | 2    | Josh Tarere               | Papua-Nova Guiné                | 24.64 |       |
| 76   | 2       | 9    | Alexien Kouma             | Mali                            | 24.77 |       |
| 77   | 1       | 0    | Jefferson Kpanou          | Benim                           | 24.83 |       |
| 78   | 5       | 1    | Alan Koti Lopeti Uhi      | Tonga                           | 24.85 |       |
| 79   | 5       | 7    | Yousef Al-khulaifi        | Catar                           | 25.04 |       |
| 80   | 5       | 8    | Cedrick Niyibizi          | Ruanda                          | 25.12 |       |
| 81   | 2       | 8    | Brandon George            | São Vicente e Granadinas        | 25.31 |       |
| 82   | 5       | 0    | Tajhari Williams          | Turcas e Caicos                 | 25.35 |       |
| 83   | 1       | 4    | Samiul Islam Rafi         | Bangladesh                      | 25.47 |       |
| 84   | 1       | 5    | Aaron Ghebre Owusu        | Eritreia                        | 25.66 |       |
| 85   | 5       | 9    | Haziq Samil               | Brunei                          | 25.72 |       |
| 86   | 4       | 4    | Katerson Moya             | Estados Federados da Micronésia | 25.80 |       |
| 86   | 4       | 7    | Houmed Houssein           | Djibuti                         | 25.80 |       |
| 88   | 4       | 5    | Travis Dui Sakurai        | Palau                           | 25.83 |       |
| 89   | 2       | 5    | Camil Doua                | Mauritânia                      | 25.93 |       |
| 90   | 4       | 2    | Michael Mponezya Joseph   | Tanzânia                        | 25.94 |       |
| 91   | 4       | 3    | Fakhriddin Madkamov       | Tajiquistão                     | 26.38 |       |
| 92   | 4       | 6    | Slava Sihanouvong         | Laos                            | 26.48 |       |
| 93   | 4       | 8    | Souleymane Napare         | Burquina Fasso                  | 26.51 |       |
| 94   | 4       | 1    | Kinley Lhendup            | Butão                           | 26.62 |       |
| 95   | 2       | 6    | Troy Nestor Pina          | Cabo Verde                      | 26.88 |       |
| 96   | 3       | 1    | Christian Nii Nortey      | Gana                            | 27.16 |       |
| 97   | 1       | 8    | Charles Levi Avi          | Costa do Marfim                 | 27.21 |       |
| 98   | 3       | 2    | AAA Khousrof              | Iêmen                           | 27.32 |       |
| 99   | 3       | 7    | Ousman Jobe               | Gâmbia                          | 27.34 |       |
| 100  | 4       | 0    | Edgar Richardson Iro      | Ilhas Salomão                   | 27.35 |       |
| 101  | 3       | 5    | Joshua Wyse               | Serra Leoa                      | 27.37 |       |
| 102  | 2       | 2    | Fode Amara Camara         | Guiné                           | 27.44 |       |
| 103  | 3       | 6    | Magnim Jordano Daou       | Togo                            | 27.49 |       |
| 104  | 4       | 9    | Phillip Kinono            | Ilhas Marshall                  | 27.62 |       |
| 105  | 2       | 0    | Charly Ndjoume            | Camarões                        | 27.69 |       |
| 106  | 3       | 4    | Johnathan Silas           | Vanuatu                         | 27.74 |       |
| 107  | 2       | 3    | Yann Emmanuel Douma       | República do Congo              | 27.87 |       |
| 108  | 1       | 6    | Aristote Ndombe           | República Democrática do Congo  | 27.88 |       |
| 109  | 1       | 2    | Bereket Demissie Girkebo  | Etiópia                         | 28.17 |       |
| 110  | 3       | 3    | Adam Mpali                | Gabão                           | 28.61 |       |
| 111  | 2       | 1    | Troy Nisbett              | São Cristóvão e Neves           | 29.23 |       |
| 112  | 3       | 9    | Refiloe Chopho            | Lesoto                          | 29.56 |       |
| 113  | 3       | 8    | Jolanio Guterres          | Timor-Leste                     | 30.06 |       |
| 114  | 1       | 1    | Ibrahim Mohamed           | Comores                         | 30.43 |       |
| 115  | 3       | 0    | Pedro Rogery              | Guiné-Bissau                    | 30.63 |       |
| 116  | 2       | 4    | Terence Tengue            | República Centro-Africana       | 31.69 |       |
| –    | 1       | 7    | Higinio Ndong             | Guiné Equatorial                | DNS   | DNS   |
| –    | 12      | 9    | Pan Zhanle                | China                           | DNS   | DNS   |
| –    | 2       | 7    | AB Mamane                 | Níger                           | DSQ   | DSQ   |

### Semifinais
Esses foram os resultados das semifinais. A prova foi realizada no dia 16 de fevereiro com início às 19:40.
| Pos. | Bateria | Raia | Nadador            | Nacionalidade     | Tempo | Notas            |
| ---- | ------- | ---- | ------------------ | ----------------- | ----- | ---------------- |
| 1    | 2       | 4    | Cameron McEvoy     | Austrália         | 21.23 | Q                |
| 2    | 1       | 4    | Vladyslav Bukhov   | Ucrânia           | 21.38 | Q,               |
| 3    | 1       | 6    | Ben Proud          | Grã-Bretanha      | 21.54 | Q                |
| 4    | 2       | 1    | Björn Seeliger     | Suécia            | 21.67 | Q                |
| 5    | 2       | 5    | Kristian Gkolomeev | Grécia            | 21.72 | Q                |
| 6    | 2       | 2    | Kenzo Simons       | Países Baixos     | 21.73 | Q                |
| 7    | 2       | 6    | Isaac Cooper       | Austrália         | 21.74 | Q                |
| 8    | 1       | 5    | Michael Andrew     | Estados Unidos    | 21.77 | Q                |
| 9    | 1       | 3    | Lorenzo Zazzeri    | Itália            | 21.80 |                  |
| 10   | 1       | 7    | Leonardo Deplano   | Itália            | 21.81 |                  |
| 11   | 2       | 3    | Ian Ho             | Hong Kong         | 21.84 |                  |
| 12   | 1       | 2    | Ji Yu-chan         | Coreia do Sul     | 21.87 |                  |
| 13   | 2       | 8    | Andrej Barna       | Sérvia            | 21.89 | Recorde nacional |
| 14   | 1       | 1    | Matt King          | Estados Unidos    | 21.99 |                  |
| 15   | 2       | 7    | Dylan Carter       | Trinidad e Tobago | 22.01 |                  |
| 16   | 1       | 8    | Matej Duša         | Eslováquia        | 22.11 | Recorde nacional |

### Final
A final foi realizada em 17 de fevereiro às 19:09. 
| Pos.              | Raia | Nadador            | Nacionalidade  | Tempo | Notas |
| ----------------- | ---- | ------------------ | -------------- | ----- | ----- |
| Medalha de ouro   | 5    | Vladyslav Bukhov   | Ucrânia        | 21.44 |       |
| Medalha de prata  | 4    | Cameron McEvoy     | Austrália      | 21.45 |       |
| Medalha de bronze | 3    | Ben Proud          | Grã-Bretanha   | 21.53 |       |
| 4                 | 8    | Michael Andrew     | Estados Unidos | 21.71 |       |
| 5                 | 1    | Isaac Cooper       | Austrália      | 21.77 |       |
| 6                 | 7    | Kenzo Simons       | Países Baixos  | 21.81 |       |
| 7                 | 6    | Björn Seeliger     | Suécia         | 21.83 |       |
| 8                 | 2    | Kristian Gkolomeev | Grécia         | 21.84 |       |

Legenda
| Recorde mundial       | Recorde mundial (World record)               |                       | Recorde africano                      | Recorde africano (African) |                                           | Q | Classificado por posição (Qualified) |
| Recorde do campeonato | Recorde do campeonato (Championship record)  | Recorde da América    | Recorde da América (Americas)         | q                          | Classificado por melhor tempo (Qualified) |   |                                      |
| Melhor marca do ano   | Melhor marca do ano (World leading)          | Recorde asiático      | Recorde asiático (Asian)              | DNS                        | Não largou (Did not start)                |   |                                      |
| Recorde nacional      | Recorde nacional (National record)           | Recorde europeu       | Recorde europeu (European)            | DNF                        | Não terminou (Did not finish)             |   |                                      |
| Recorde pessoal       | Recorde pessoal do atleta (Personal best)    | Recorde da Oceania    | Recorde da Oceania (Oceania)          | DSQ / DQ                   | Desclassificado (Disqualified)            |   |                                      |
| Recorde da temporada  | Recorde da temporada do atleta (Season best) | Recorde sul-americano | Recorde sul-americano (South America) | NM                         | Sem marca (No mark)                       |   |                                      |